# F.L. Liebenberg
Frederik Ludvig Liebenberg (16. august 1810 i København – 23. januar 1894 på Frederiksberg) var en dansk forfatterudgiver og bibliotekar, søn af M.F. Liebenberg og bror til Carl Liebenberg.
Liebenberg var igennem det 19. århundrede den grundige udgiver af mange af de vigtigste ældre danske forfattere, bl.a. Schack von Staffeldt Samlede Digte 1843, Emil Aarestrups Efterladte digte 1863 (i samarbejde med Christian Winther) og Johannes Ewald Samtlige Skrifter 1850 – 1855. Mest kendt blev dog hans udgaver af Adam Gottlob Oehlenschlägers Poetiske Skrifter 1857 – 1865 og nye udgaver af flere af Ludvig Holbergs værker. I de sidste år af sit liv nedskrev Liebenberg sine erindringer der, trods mangel på ydre hændelser, er fuld af spændende oplevelser i litteraturen.